# Denis Buican

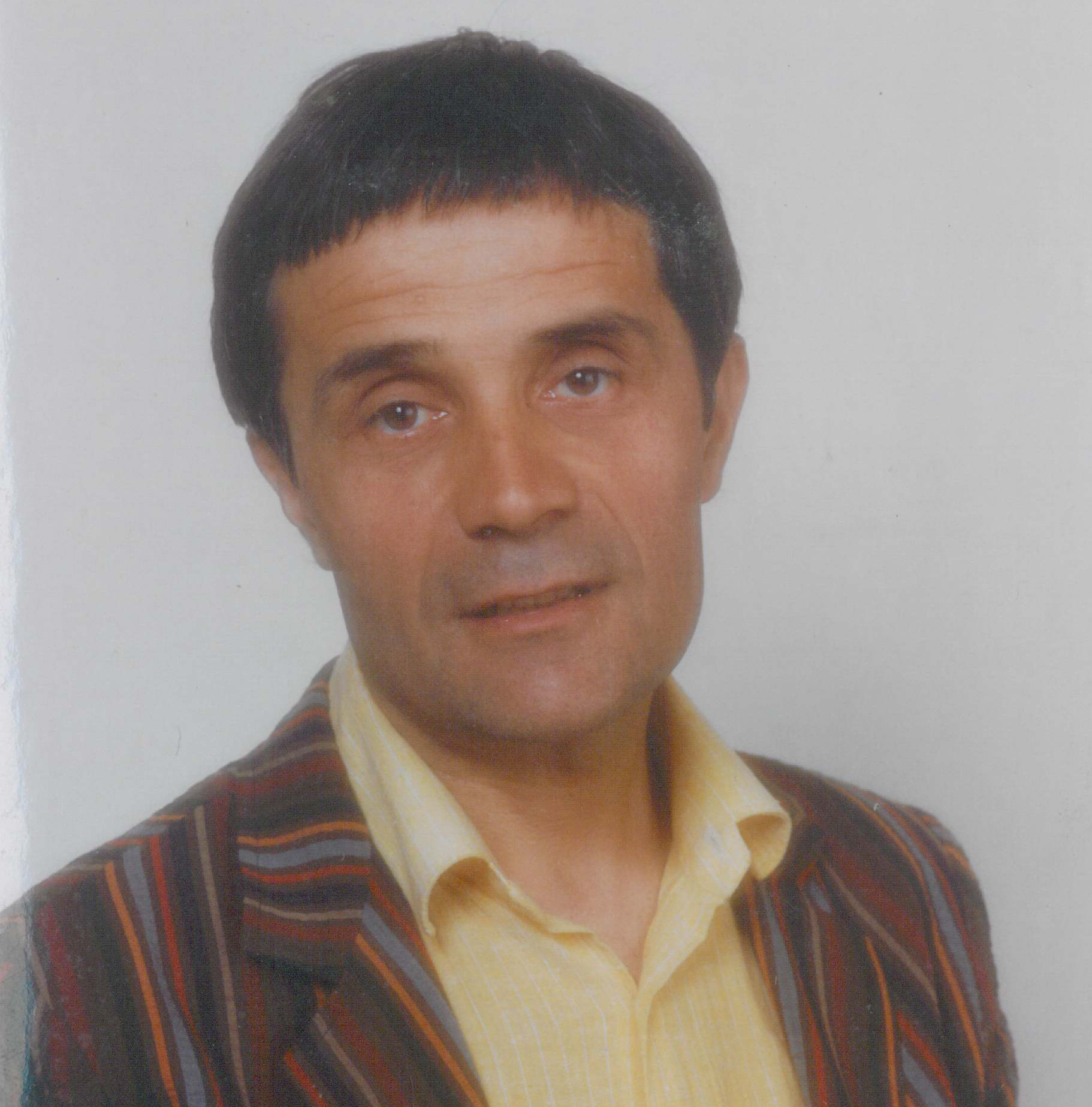
Denis Buican

Denis Buican (* 1934) ist ein französischer Genetiker rumänischer Abstammung.

## Leben
Buican befasste sich in seinen Arbeiten mit wissenschaftshistorischen Themen. Er promovierte im Jahr 1961 und war Professor in Bukarest. Im Jahr 1969 wanderte er nach Frankreich aus. In den Jahren 1983 bis 2003 war er Professor an der Université Paris X-Nanterre.

## Werke (Auswahl)
- L'éternel retour de Lyssenko (1978)
- Histoire de la génétique et de l'évolutionnisme en France (1984)
- La génétique et l'évolution (1986)
- Génétique et pensée évolutionniste (1987)
- Darwin et le darwinisme (1987)
- Lyssenko et le lyssenkisme (1988)
- La révolution de l'évolution (1989)
- Biognoséologie. Evolution et révolution de la connaissance (1993)
- Les Métamorphoses de Dracula: l’histoire et la légende (1993)
- L'évolution aujourd'hui (1995)
- Éthologie comparée (1995)
- L'évolution, la grande aventure de la vie (1995)
- Dictionnaire de biologie. Notions essentielles (1995)
- L'évolution et les théories évolutionnistes (1997)
- L'épopée du vivant (2003)
- Mendel dans l'histoire de la génétique (2008)
- Darwin dans l'histoire de la biologie (2008)

| Personendaten    | Personendaten                                  |
| ---------------- | ---------------------------------------------- |
| NAME             | Buican, Denis                                  |
| KURZBESCHREIBUNG | französischer Genetiker rumänischer Abstammung |
| GEBURTSDATUM     | 1934                                           |